# Bougara (Tiaret)
Bougara è un comune dell'Algeria, situato nella provincia di Tiaret.